# Antoni Michałowski (zm. 1802)
Antoni Michałowski herbu Jasieńczyk (zm. w 1802) – generał major wojsk koronnych, podkomorzy krakowski w 1785 roku, chorąży krakowski w latach 1781–1785, stolnik krakowski w latach 1765–1781, podstoli krakowski w latach 1759–1765, łowczy krakowski w 1759.
Był posłem województwa krakowskiego na sejm 1760 roku.